# Perila
Perila è un centro abitato dell'Estonia.